# 哈氏擬魾
哈氏擬魾，為輻鰭魚綱鯰形目粒鯰科的其中一種，為熱帶淡水魚，分布於亞洲泰國湄南河流域，體長可達4.2公分，棲息在底層水域，生活習性不明。